# Lysimachia liui
Lysimachia liui är en viveväxtart som beskrevs av S.S. Chien. Lysimachia liui ingår i släktet lysingar, och familjen viveväxter. Inga underarter finns listade i Catalogue of Life.